# 판타스틱 피어 오브 에브리씽
《판타스틱 피어 오브 에브리씽》(영어: A Fantastic Fear of Everything)은 2012년 개봉한 영국의 코미디 공포 영화이다. 영국 싱어송라이터 크리스피언 밀스와 더 킬러스의 “Smile Like You Mean It”(2005) 등을 연출한 뮤직비디오 감독 크리스 호프웰이 공동 연출을 맡았다.
영국과 아일랜드에서 2012년 6월 8일에 개봉하였다.

## 줄거리
전직 아동 작가 현직 범죄 소설 작가 잭은 빅토리아 시대 연쇄 살인범을 조사하던 중 살해를 당할 것 같다는 망상에 시달리게 된다. 이 와중에 할리우드에서 잭의 영화 각본에 큰 관심을 보이는데...

## 출연진
- 사이먼 페그
- 애머라 캐런
- 클레어 히긴스
- 폴 프리먼
- 케리 셰일
- 모 이드리스
- 헨리 로이드휴스
- 제인 스태너스
- 제이 테일러